# Fort Worth and Denver Railway
La Fort Worth and Denver Railway (FWD), soprannominata "the Denver Road", era una ferrovia statunitense che ha operato nella parte settentrionale del Texas dal 1881 al 1982, ed ebbe una profonda influenza sui primi insediamenti e sullo sviluppo della regione.
La Fort Worth and Denver City Railway Company (FW&DC) fu istituita dalla legislatura del Texas il 26 maggio 1873. Successivamente l'azienda cambiò denominazione in Fort Worth and Denver Railway Company (FW&D) il 7 agosto 1951.
La linea principale della ferrovia andava da Fort Worth attraverso Wichita Falls, Childress, Amarillo e Dalhart, fino a Texline, dove si collegava con i binari della proprietaria Colorado and Southern Railway, entrambe sussidiarie della Burlington Route nel 1908.

## Storia

### La costruzione
Il panico del 1873 ritardò l'inizio della costruzione fino al 1881, quando Grenville M. Dodge si interessò al progetto. In qualità di capo ingegnere della Union Pacific Railroad, Dodge aveva svolto un ruolo importante nella costruzione della First Transcontinental Railroad. Dodge istituì la Texas and Colorado Railway Improvement Company nel 1881 per costruire ed equipaggiare la FW&DC in cambio di $20.000 in azioni e $20.000 in obbligazioni per ogni miglio di binari costruiti. Nello stesso anno, la FW&DC e la Denver and New Orleans Railroad Company, istituite nel Colorado, si accordarono per collegare i loro sistemi al confine tra Texas e Nuovo Messico. La FW&DC non ha ricevuto alcun sussidio statale se non il permesso per il diritto di passaggio per attraversare i terreni di proprietà statale per un totale di 2 162 acri (8,75 km²).
La costruzione iniziò a Hodge Junction, appena a nord di Fort Worth, il 27 novembre 1881, e nel settembre 1882 Dodge aveva completato 110 miglia (180 km) di binari a Wichita Falls, nel Texas. Nel 1885, la linea raggiunse Harrold; nel 1886, Chillicothe; nel 1887, Clarendon e Amarillo; e nel 1888, Texline al confine con il Nuovo Messico. E infine, proseguendo nel territorio del Nuovo Messico, la FW&DC si collegava con la D&NO, dove le fermate si incontravano a Union Park, vicino all'attuale Folsom, a 528 miglia (850 km) da Fort Worth, il 14 marzo 1888.
Il servizio tra Fort Worth e Denver iniziò il 1º aprile 1888. Nel 1895, Dodge divenne presidente della compagnia, una delle numerose ferrovie in cui deteneva un interesse finanziario.

### L'espansione
Nel 1899, la FW&DC fu acquisita dalla Colorado and Southern Railway, successore della D&NO. La stessa C&S fu acquistata dalla Chicago, Burlington and Quincy Railroad nel 1908, ma le tre compagnie continuarono a operare come entità legali separate. In parte, questa separazione era dovuta alla legge del Texas, che richiedeva a tutte le ferrovie operanti nello Stato di avere la propria sede in Texas. Ciò ha avuto l'effetto di richiedere che tutte le ferrovie attive in Texas fossero interamente di proprietà, ma società indipendenti dei percorsi regionali o nazionali.
La FW&DC è stata la prima linea ferroviaria ad entrare nella parte nord-occidentale del Texas, il che ha contribuito notevolmente alla crescita di città del Texas come Wichita Falls, Childress, Amarillo e Dalhart. Inoltre, la ferrovia ha promosso attivamente l'insediamento delle aree rurali che serviva, fornendo gratuitamente semi, alberi e piantine di alberi ad agricoltori e allevatori per promuovere la coltivazione del cotone e del grano, nonché la prevenzione dell'erosione.
Nei primi quattro decenni del XX secolo, la FW&DC ha costruito o acquisito una serie di linee di alimentazione nel suo territorio, così che nel 1940 il sistema di proprietà della Burlington gestiva 1.031 miglia (1.659 km) del percorso principale in Texas oltre alla Burlington-Rock Island Railroad.
La Fort Worth and Denver City prese in affitto la Fort Worth and Denver South Plains (completata nel 1928, 206 miglia (332 km) da Estelline a Plainview e Lubbock; la Fort Worth and Denver Northern (completata nel 1932, 110 miglia (180 km) da Childress a Pampa) e il Fort Worth and Denver Terminal (che fornisce l'accesso agli scali ferroviari e ai terminal di Fort Worth). In realtà, tutte e tre le linee erano progetti della società madre fin dall'inizio.
Diverse filiali gestite dalla Wichita Valley Railway Company (un'altra sussidiaria della Colorado and Southern) erano collegate con la FW&DC a Wichita Falls, tra cui la Wichita Valley Railway (da Wichita Falls a Seymour), la Wichita Valley Railroad (da Seymour a Stamford), la Abilene and Northern (da Stamford ad Abilene), la Stamford & Northwestern (da Stamford a Spur) e la Wichita Falls and Oklahoma Railway (da Wichita Falls a Byers e Waurika, nell'Oklahoma). Nel 1952, la Wichita Valley e le sue filiali furono fuse nella Fort Worth and Denver Railway.
Nel 1925, la FW&DC aveva esteso il servizio da Fort Worth a Dallas acquisendo i diritti dei binari sulla Rock Island Railroad tra quelle città. A Dallas, i treni della FW&DC sono collegati con la Burlington-Rock Island Railroad per il servizio diretto a Houston.